# Головинские
Головинские (пол. Hołowiński) — дворянские роды.
Среди нескольких дворянских родов Головинских, позднейшего происхождения существуют два старинных рода.
Один происходит от казака харьковского полка Романа Головинского, жалованного поместьем в 1694 г.; потомство его записано в VI часть дворянских родословных книг Воронежской и Харьковской губерний;
другой род — от Тимофея Яковлевича Головинского, жалованного поместьем в 1594 г.; род этот записан в VI часть родословной книги Киевской губернии.
Рязанский род Головинских основан внуком священника, коллежским асессором Владимиром Ивановичем Головинским, который 22.12.1890 внесён в III ч. ДРК Рязанской губернии.